# Dorothy Greenhough-Smith
Dorothy Vernon Greenhough-Smith (Yarm, Stockton-on-Tees, Comtat de Durham, 27 de setembre de 1882 – Royal Tunbridge Wells, Kent, 9 de maig de 1965) va ser una patinadora artística sobre gel i tennista anglesa que va competir a començaments del segle xx.
Era la filla de l'escriptor James Edward Preston Muddock i el 1900 es casà amb l'editor Herbert Greenhough Smith.
El 1908 va prendre part en els Jocs Olímpics de Londres, on guanyà la medalla de bronze en la prova individual femenina del programa de patinatge artístic. Fou superada en la classificació per la britànica Madge Syers i l'alemanya Elsa Rendschmidt.
El 1914 va disputar el Torneig de Wimbledon, però va perdre en primera ronda.

## Palmarès

### Individual
| Competició               | 1906 | 1908 | 1911 | 1912 |
| ------------------------ | ---- | ---- | ---- | ---- |
| Jocs Olímpics            |      | 3r   |      |      |
| Campionat del món        | 5è   |      |      | 2n   |
| Campionat del Regne Unit |      | 1r   | 1r   |      |